# Безразличие (фильм)
«Безразли́чие» — фильм режиссёра Олега «Флянца» Флянгольца, основные съёмки которого были осуществлены в СССР в 1989—1990 годах. После двадцатилетнего перерыва автор вернулся к наработанному материалу и завершил картину. В 2011 году она была представлена на 22-м фестивале «Кинотавр», где завоевала главный приз. Фильм снят на чёрно-белую плёнку.

## Сюжет
Действие фильма происходит в Москве 1960-х годов и охватывает три дня из жизни молодого человека, Петра Селутина (Фёдор Бондарчук). Сначала он из-за недоразумения попадает в изолятор временного содержания, где его избивает некий уголовник. Очень скоро Петра освобождают. Он встречается с девушкой Жужей (Ольга Шорина), с которой чуть ранее познакомился на танцах. Пётр катает девушку на машине «Москвич», потом, уже у неё в гостях, они выпивают и страстно целуются. В квартиру врывается Жужин любовник — по стечению обстоятельств уже известный бандит из изолятора. Он опять избивает молодого человека. Несмотря на угрозы, Пётр не отказывается от возлюбленной и продолжает с ней встречаться. Бандиты убивают его, душа Петра ракетой устремляется в космос.
В картине присутствуют ещё два «центральных» персонажа: странный попутчик и собеседник Петра Бучнев (Александр Баширов), и анимационный пёс Тузик, регулярно появляющийся и задающий дополнительную эмоциональную окраску сюжету.
Авторская аннотация к картине: «Жужа любит твист и фильмы с Жераром Филипом.
Петя играет на цимбалах и любит свой Москвич с движком от Запорожца.
Тот, третий, не любит о себе говорить. Да и другим в его присутствии лучше помалкивать…»

## В ролях
- Фёдор Бондарчук — Пётр Селутин
- Александр Баширов — Бучнев
- Ольга Шорина — «Жужа» Папанина
- Сергей Брагин — Гарик
- Артём Прокин — Суков
- Инна Выходцева — Зоя

## Дополнительная информация
- По утверждению автора, фильм задумывался как признание в любви. «Съёмки начались в 1989 году, мне было 23 года, я был романтиком, влюблённым в итальянское кино, московскую архитектуру и… в красивую девушку, конечно же. Завершить работу над фильмом в то время не удалось, в начале 90-х всем было не до кино. Спустя двадцать лет я вернулся к работе над фильмом, появились новые идеи, благодаря современным технологиям стало возможно многое добавить и усовершенствовать. Но моей главной задачей было не перемудрить себя юного, сохранить атмосферу и настроение.»[5]
- У большого количества журналистов и критиков возникали вопросы этичности включения картины в конкурсный показ фестиваля «Кинотавр», попечительский совет которого возглавляет исполнитель главной роли Фёдор Бондарчук. Прямых ответов на них не прозвучало[6].

## Критика
- Леля Смолина для «Ведомостей»: «„Безразличие“ стало лучшим фильмом фестиваля абсолютно оправданно и за дело.»[7]
- Анна Балуева, обозреватель «Комсомольской правды»: «Отдельные эпизоды <в картине>, кстати, совершенно шедевральны. Например, сцена посиделок стиляг и драки в кафе „Пингвин“ — её, правда, снимал не сам Флянгольц, а оператор Анастасий Михайлов. В среде своих, говорят, великий человек. Искушённый типа зритель выискивает, конечно, цитаты из мирового кино, как заботливый хозяин блох на своем псе. Они там есть, да. Сам Флянгольц сказал, что при съёмках этого фильма на него больше всего влиял Антониони. А мне лично по расслабленной атмосфере „Безразличие“ напомнило фильмы Джармуша — особенно его „Более странно, чем в раю“»[3].
- Андрей Плахов, критик газеты «Коммерсантъ»: «…чёрно-белое „оммаже“[8] кинематографу 60-х годов — немножко под Годара, немножко под Хуциева. Это романтическое упражнение в прекрасном и называется „Безразличие“. То, что в начале 90-х выглядело робким подражанием, сегодня приобрело двойную ностальгическую ауру и черты уникального артефакта. Конечно, это фильм для некоего специального приза — но жюри выдало ему главный от безысходности. При всех своих стараниях оно не смогло выявить лидера, скрытого в селективной выборке из четырнадцати фильмов сочинского конкурса.»[9]
- Варвара Бабицкая, обозреватель журнала «Сноб»: «Олег Флянгольц начал снимать „Безразличие“ ещё в 1989 году, но на двадцать лет отложил материал в стол: в начале 90-х, говорит режиссёр, было не до кино. В 2011 году время пришло, отснятую пленку достали из стола, добавили анимацию, кое-что подсняли — и получилась картина неожиданной актуальности, которая, мне кажется, имеет все шансы стать объектом религиозного поклонения со стороны кинозрителя определённого рода, дайте ей только добраться до проката.»[10]